# Jacqueline Heurtault
Jacqueline Heurtault, née le 6 avril 1936 à Paris, et morte le 25 janvier 2000 à Paris, est une arachnologue et spéléologue française. Ses travaux se sont concentrés sur les arachnides cavernicoles, les amblypyges, les uropyges et les palpigrades, ainsi que sur la systématique des pseudoscorpions. 

## Biographie
Elle a initialement étudié les effets de la colchicine dans la transplantation de tissus chez la souris à l'Institut d'anatomie comparée à l'université Paris-Sud à Paris. En 1962, elle rejoint le Laboratoire de zoologie du Muséum national d’histoire naturelle, où elle rédige son mémoire. Elle soutient sa thèse « Contribution à la connaissance biologique et anatomo-physiologique des Pseudoscorpions » en 1972 à l'Université Pierre et Marie Curie,. 

## Postérité
Une espèce de pseudoscorpions de la famille des Chthoniidae a été nommée en son honneur, Chthonius heurtaultae.

## Ouvrages
- Max Goyffon, Jacqueline Heurtault, La fonction venimeuse, Dunod, janvier 1994 (ISBN 978-2-225-84463-8)